# Конституция Франции
Конституция Франции (фр. Constitution française) — основной закон Французской республики.

## История
Впервые во Франции конституция была принята во время Великой французской революции, 3 сентября 1791 года, — Конституция Франции 1791 года.
При якобинской диктатуре была принята, но не вступила в силу конституция I года.
Режим Директории был установлен конституцией III года.
После прихода к власти Наполеона была принята Конституция VIII года. Режим пожизненного консульства был установлен Конституцией X года, Первая Империя — Конституцией XII года.
После Реставрации была принята Хартия 1814 года. Во время Ста дней Наполеон утвердил альтернативную хартию.
Июльская монархия была основана на Хартии 1830 года. В результате революции была принята конституция 1848 года, которую вскоре сменила Конституция 1852 года.
После падения Второй империи и недолгого периода колебаний между монархией и республикой Третья республика была установлена конституционными законами 1875 года.
10 июля 1940 года Национальное собрание Франции приняло конституционный закон о передаче власти маршалу Петену.
После Освобождения была принята конституция 1946 года.
На сегодняшний день во Франции действует конституция 1958 года, принятая по инициативе Шарля де Голля. Составленная молодыми членами Государственного Совета под руководством министра юстиции Мишеля Дебре, Конституция Пятой Республики учредила пост Президента, избираемого прямым всеобщим голосованием, а также Премьер-министра, возглавляющего Правительство. Таким образом, Франция эволюционировала из парламентского режима с усиленной президентской властью в режим «полупрезидентский».
В 1962 году прошёл референдум, на котором жители Франции одобрили предложение де Голля избирать Президента страны непосредственно народом. С тех пор вопросы подобного рода на референдум не выносились.
В 2000 году парламент проголосовал за поправку к Конституции, сокращавшую длительность одного срока правления президента с 7 до 5 лет. Фактически в таком виде Конституция начала действовать с 2002 года — времени переизбрания Жака Ширака на президентский пост.

## Особенности Конституции Пятой республики
Конституция Франции от 4 октября 1958 является действующей Конституцией Франции, которая регулирует Пятую французскую республику по сегодняшний день. Основной закон страны, также является, вероятно, одной из самых стабильных конституций Франции.
Правовые основы Пятой республики были разработаны, чтобы положить конец нестабильности правительства и кризису войны в Алжире; она характеризуется возвращением сильной исполнительной власти. Два человека внесли свои идеи: Мишель Дебре, перенимая британскую модель с её большими полномочиями премьер-министра, и генерал де Голль, желая утвердить Президента Республики как гаранта институтов. В Конституции Пятой республики чётко просматриваются принципы, обозначенные Шарлем де Голлем во время его знаменитой речи в Байе, 16 июня 1946.
Преамбула Конституции Пятой республики отражается в двух основных документах: Декларации прав человека и гражданина от 26 августа 1789 года и Преамбуле к Конституции от 27 октября 1946. Экологическая хартия 2004 года впоследствии была присоединена. Эти тексты, как и  основополагающие принципы, признанные законами Республики, образуют блок конституционности.
Конституционный совет проверяет априори соответствия законов Конституции, когда он их представляет на рассмотрение. Контроль Конституционного Совета в порядке исключения (приоритетный вопрос о конституционности) также возможен с момента конституционной реформы (июль 2008 года), когда действуют права и свободы, гарантированные Конституцией.
Конституция от 4 октября 1958 года является основополагающим текстом Пятой республики, принятым на референдуме 28 сентября 1958. Это пятнадцатый фундаментальный текст (или двадцать второй, если считать тексты, которые не были применены) во Франции со времен Великой французской революции.
В верховный закон французской правовой системы с момента его опубликования были внесены изменения 24 раза либо законодательно, либо парламентом в Конгрессе, либо непосредственно народным референдумом . В настоящее время она состоит из шестнадцати разделов, ста четырёх статей (в том числе временных) и преамбулы. Конституция, таким образом, не ограничивается организацией публичной власти, определением их роли и отношений, поскольку Преамбула непосредственно и явно относится к трем основополагающим документам: Декларации прав человека и гражданина от 26 августа 1789 года, Преамбуле конституции от 27 октября 1946 г. (Конституция четвёртой республики) и Экологической хартии 2004 года.

## Поправки в Конституцию Пятой Республики (июль 2008)
21 июля 2008 года французский парламент с перевесом всего в один голос одобрил предложение президента Николя Саркози о внесении в текст основного Закона ряда поправок. В частности, они предусматривали ограничение срока президентской власти (не более двух пятилетних сроков подряд).
Поправки окончательно вступили в силу 1 октября 2008 года, за несколько дней до 50-летия Конституции (4 октября).